# Vodnikov trg, Ljubljana
Vodnikov trg je eden mlajših ljubljanskih trgov. Leži med Adamič-Lundrovem nabrežjem, Dolničarjevo in Kopitarjevo ulico ter Krekovim trgom.

## Zgodovina
V bližini današnjega Vodnikovega trga je potekalo srednjeveško mestno obzidje (vzhodno obzidje), kjer so bila t. i. »samostanska vrata«. Zadnji viden ostanek fortifikacije je obrambni stolp (Krekov trg 4). Tukaj je bila včasih meja med mestom in vasjo Poljane.
Tukaj je od 13. stoletja dalje stala frančiškanska cerkev s samostanom in samostansko knjižnico. Prva lesena iz leta 1233 je pogorela, nakar so med letoma 1403 in 1412 zgradili novo, posvečeno zavetnici Mariji Vnebovzeti. Pred cerkvijo je bilo pokopališče namenjeno predvsem pokopavanju plemičev. Med stolnico in pokopališčem je v 15. stoletju stalo tudi kopališče.
Od leta 1668 je bil v samostanu novinciat, zaradi povečanega števila bratov so ga povečali in prezidali v pravokotno obliko s križnim hodnikom. Cerkev so prenovili leta 1703. V 18. stoletju, natančneje leta 1784, so se frančiškani preselili v nekdanji Avguštinski samostan (Prešernov trg), kjer bivajo še danes. Leta 1786 so podrli cerkev in samostanska vrata ter ukinili pokopališče, ki so ga premestili k Sv. Krištofu (današnje Gospodarsko razstavišče), leta 1904 pa k Sv. Križu – na današnje Žale. V samostanu je bila nekaj časa bolnišnica, nato pa je bil, na predlog deželnega šolskega komisarja Antona Linharta, preurejen v mestno šolo, imenovano ljubljanski licej, delno pa v gimnazijo. Pouk se je začel leta 1789. Šola se je širila, v njej je delovala tudi normalka, realka, učiteljišče, licejska knjižnica in muzej. Do leta 1898 so izselili vse druge uporabnike.
Stavba je bila ob potresu leta 1895 močno poškodovana, tako da so jo podrli leta 1905. Ko so bile ruševine samostana oziroma liceja odstranjene, so na tem mestu uredili trg, ki so ga mestne oblasti brez večjih razprav (spomenik je že stal) poimenovale po Valentinu Vodniku. Na njem je dobila svoj prostor Osrednja ljubljanska tržnica.
V spomin na šolo so pot, ki vodi iz trga na Ljubljanski grad, poimenovali Študentovska ulica.

## Vodnikov spomenik
Spomenik slovenskemu pesniku in buditelju Valentinu Vodniku, delo kiparja Alojzija Gangla, so postavili 30. junija 1898 pred vhodom v licej in je prvi javni spomenik kakemu slovenskemu kulturnemu delavcu. Pozneje so licej porušili in na tem mestu uredili trg, zato je kip proti trgu obrnjen s hrbtom. Gre za bronast spomenik. Valentin Vodnik je bil duhovnik v frančiškanskem samostanu in licejski profesor, zato izbor mesta za spomenik ni bil naključen.

## Arheologija
Na območju Vodnikovega trga so se kot predhodna dela pred izgradnjo podzemne garažne hiše izvajala arheološka raziskovanja, ki so nakazala izjemno dediščino, zato je bilo arheološko najdišče z odlokom zaščiteno kot kulturni spomenik državnega pomena za dobo 12 mesecev z možnostjo podaljšanja. To arheološko najdišče je pomemben vir za razumevanje zgodovine Ljubljane in Slovenije in dokaz povezanosti preteklih obdobij s sedanjo kulturo in prostorom.

## Sklic
1. ↑  Odlok o začasni razglasitvi Arheološkega najdišča Vodnikov trg v Ljubljani za kulturni spomenik državnega pomena, Stran 1842, Ur.l. RS št. 22/2012